# Femke Kok
Femke Kok (ur. 5 października 2000 w Drachten) – holenderska łyżwiarka szybka, wielokrotna medalistka mistrzostw świata.

## Kariera
Na mistrzostwach świata juniorów w Baselga di Pinè zdobyła sześć medali: złote na 1500 m, wieloboju i sprincie drużynowym oraz srebrne  w biegu na 500 m, w biegu na 1000 m i biegu drużynowym. Kolejne sześć medali zdobyła podczas mistrzostw świata juniorów w Tomaszowie Mazowieckim: złote w biegu na 500 m, 1000 m, wieloboju, sprincie drużynowym i biegu drużynowym oraz srebrny w biegu na 1500 m. Podczas mistrzostw świata na dystansach w Salt Lake City w 2020 roku zdobyła złoty medal w sprincie drużynowym. Rok później, na mistrzostwach świata na dystansach w Heerenveen zajęła drugie miejsce w biegu na 500 m. W zawodach tych rozdzieliła dwie Rosjanki: Angielinę Golikową i Olgę Fatkuliną. 
Pierwszy raz na podium zawodów Pucharu Świata stanęła 23 stycznia 2021 roku w Heerenveen, wygrywając rywalizację w biegu na 500 m. W zawodach tych wyprzedziła Angielinę Golikową i Kanadyjkę Heather McLean.